# مایکل کلارک (بازیکن فوتبال اهل انگلستان)
مایکل کلارک (انگلیسی: Michael Clark؛ زادهٔ ۵ سپتامبر ۱۹۹۷) بازیکن فوتبال است.
از باشگاه‌هایی که در آن بازی کرده‌است می‌توان به باشگاه فوتبال لیتون اورینت اشاره کرد.